# Karen Dochojan
Karen Dochojan (armenisch Կարեն Դոխոյան, engl. Transkription: Karen Dokhoyan; * 6. Oktober 1976 in Jerewan) ist ein ehemaliger armenischer Fußballspieler, welcher auch in der Fußballnationalmannschaft spielte. Er spielte für FC Pjunik Jerewan in der armenischen Liga in der Position eines Verteidigers. Er schoss zwei Tore in 48 Spielen für die Armenische Fußballnationalmannschaft. Von 2000 bis 2006 stand er beim russischen Verein Krylja Sowetow Samara unter Vertrag.